# 戸田博之 (会計学者)
戸田 博之（とだ ひろし、1933年11月18日 - 2023年10月30日）は、日本の会計学者。神戸学院大学名誉教授、元日本簿記学会会長。

## 人物・経歴
大阪府大阪市生まれ。1952年関西学院高等部卒業。1956年関西学院大学経済学部卒業。1961年神戸大学大学院経営学研究科博士課程単位取得退学、大阪医薬相互販売取締役。1964年大阪府立大学経済学部専任講師。1967年京都産業大学経営学部専任講師。1968年京都産業大学経営学部助教授。1972年京都産業大学経営学部教授。1975年京都産業大学経営学部長。1985年神戸学院大学経済学部教授。1989年神戸大学経営学博士。1993年日本簿記学会副会長。2002年日本簿記学会会長。2004年神戸学院大学客員教授。2005年福山大学教授、日本簿記学会顧問、神戸学院大学名誉教授。

## 著書
- 『新稿企業簿記 : 原理と演習』中央経済社 1980年
- 『収支的簿記体系の研究』千倉書房 1988年
- 『ディナミッシェ・ビランツの一研究 : その主たる批判論の吟味』日本評論社 1994年
- 『簿記・会計学の原理 : ドイツ系会計学の源流を探る』（安平昭二と共編著）東京経済情報出版 2005年
- 『20世紀におけるわが国会計学研究の軌跡』（興津裕康, 中野常男と共編著）白桃書房 2005年